# Раттин, Антонио
Анто́нио Уба́льдо Ратти́н (исп. Antonio Ubaldo Rattín; 16 мая 1937, Тигре) — аргентинский футболист, полузащитник. Участник двух чемпионатов мира. Стал известен благодаря своим выступлениям в «Бока Хуниорс» на позиции полузащитника и инциденту во время матча Чемпионата мира 1966 года. Позднее Антонио Раттин стал политиком.

## Карьера игрока
Будучи с детства фанатом «Боки Хуниорс», Раттин играл в её юношеской команде, а затем дебютировал в основном составе «Боки» 9 сентября 1956 года в Суперкласико против «Ривер Плейт». Заменив травмированного Элисео Моуриньо он продемонстрировал хорошую игру в победном для «Боки» матче (2:1). Постепенно он заработал себе постоянный «номер 5» в команде, а также завоевал любовь у фанатов своей игрой. За свою 14-летнюю карьеру профессионального футболиста Раттин исключительно играл за «Бока Хуниорс», выиграв с ней Аргентинский чемпионат в 1962, 1964 и 1965 годах, а также Насьональ в 1969 году.
В составе сборной Аргентины Антонио Раттин провёл 32 матча, включая Чемпионат мира по футболу 1962 и Чемпионат мира по футболу 1966, на последнем он являлся капитаном команды. В четвертьфинальном матче против хозяев чемпионата сборной Англии был удалён немецким арбитром Рудольфом Крайтляйном за «грубые высказывания», несмотря на то, что рефери не знал испанского. Раттин не понял из-за языкового барьера причины своего удаления и был чрезвычайно возмущён решением судьи, будучи убеждённым в предвзятости судьи в пользу хозяев, что отказывался покинуть поле. Чтобы высказать своё презрение, он, в частности, уселся на красную ковровую дорожку, предназначавшуюся исключительно для Елизаветы II. В результате он был выдворен с поля усилиями двух полицейских после того, как вытер руки об угловой флажок, представлявший собой британский флаг. Этот инцидент в числе других событий и эмоций вокруг этого матча стал причиной принципиального футбольного противостояния между Аргентиной и Англией, кроме того по результатам этого инцидента в футболе были придуманы и введены красные и жёлтые карточки.

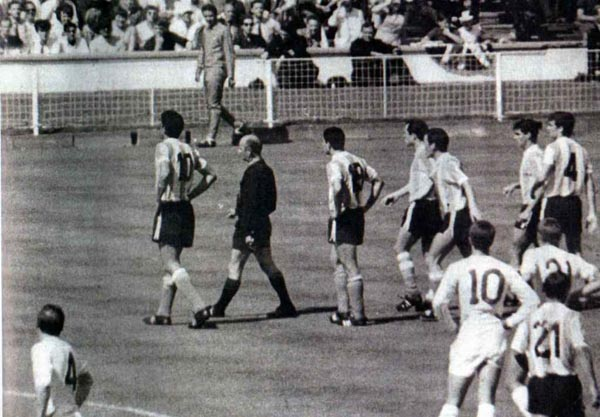
Раттин (№ 10) и Крайтляйн

После проведённых 357 матчей и забитых 28 голов за «Боку Хуниорс» Раттин закончил карьеру профессионального футболиста в 1970 году.

## После карьеры игрока
Позднее он работал юношеским тренером в «Боке Хуниорс», а также тренировал выступавшую на высшем уровне «Химнасию и Эсгриму» из Ла-Платы в 1977 и 1979 годах и основной состав «Боки Хуниорс» в 1980 году. В 1978 году Раттин некоторое время был скаутом английского клуба «Шеффилд Юнайтед» на южноамериканском футбольном рынке. Он во многом поспособствовал переходу Алехандро Сабельи в «Шеффилд Юнайтед», однако в остальном сотрудничество не привело к каким-либо результатам и было вскоре расторгнуто.
Аргентинский писатель Альфредо Луис Ди Сальво опубликовал в 2000 году книгу Antonio Ubaldo Rattin — El Caudillo (ISBN 987-43-1624-1). Раттин считается одним из величайших идолов в «Боке Хуниорс». В 2001 году Раттин избрался в Палату депутатов Аргентины от консервативной Федералистской объединённой партии, возглавляемой Луисом Патти. Он стал первым футболистом, прошедшим в Конгресс и служил главой Спортивного комитета. Сложил с себя полномочия в 2005 году.